# Transaero Airlines
Transaero Airlines er et flyselskab fra Rusland. Selskabet har hub og hovedkontor på Domodedovo Lufthavn i Moskva oblast. Transaero blev etableret i 1990, og startede flyvningerne i november 1991.
Selskabet opererede i august 2012 ruteflyvninger til over 100 destinationer i det meste af verden.

## Historie
Transaero begyndte som et charterflyselskab med fly leaset fra Aeroflot. Det blev stiftet som et aktieselskab den 28. december 1990 og var det første ikke-Aeroflot selskab godkendt til passagerruteflyvninger i Sovjetunionen. Transaeros første charterflyvning gik fra Moskva til Tel Aviv den 5. november 1991. I juli 1992 modtog Transaero sit eget Iljusjin Il-86 fly. Transaero blev også det første ikke-Aeroflot flyselskab til at operere rutefly i Rusland, da det i januar 1993 lancerede en rute fra Moskva til Norilsk. Senere samme år kom Kyiv, Sochi og Almaty på rutekortet. Transaeros første internationale rute gik fra Moskva til Tel Aviv, og blev indviet i november 1993.

## Flyflåde
Selskabet havde i august 2012 en flyflåde bestående af 92 fly med en gennemsnitsalder på 15.1 år. Heraf var der blandt andet 38 eksemplarer af Boeing 737 i forskellige varianter, 12 Boeing 767, samt 22 eksemplarer af Boeing 747 som de største fly i flåden.